# Devon Lee
Devon Lee (Linton, Indiana; 8 de agosto de 1975) es una actriz pornográfica estadounidense. Empezó a aparecer en películas, luego de lo cual ha estelarizado más de 500 películas. También ha sido bailarina desde 1998.
Está casada con el actor porno Marcus London desde el 14 de enero de 2007, después de haber estado saliendo por más de 8 meses. Sus damas de honor fueron las también actrices porno Lisa Ann, Lexi Lamour y Vivian West.

## Premios
- 2008 Premios AVN nominada – Mejor Escena POV – Pole Position 6: Lex POV[3]
- 2009 Premios AVN nominada – Mejor Actriz – Succubus of the Rouge[4]
- 2009 Premios AVN nominada – Actriz MILF/Cougar del Año[4]